# Harmonische

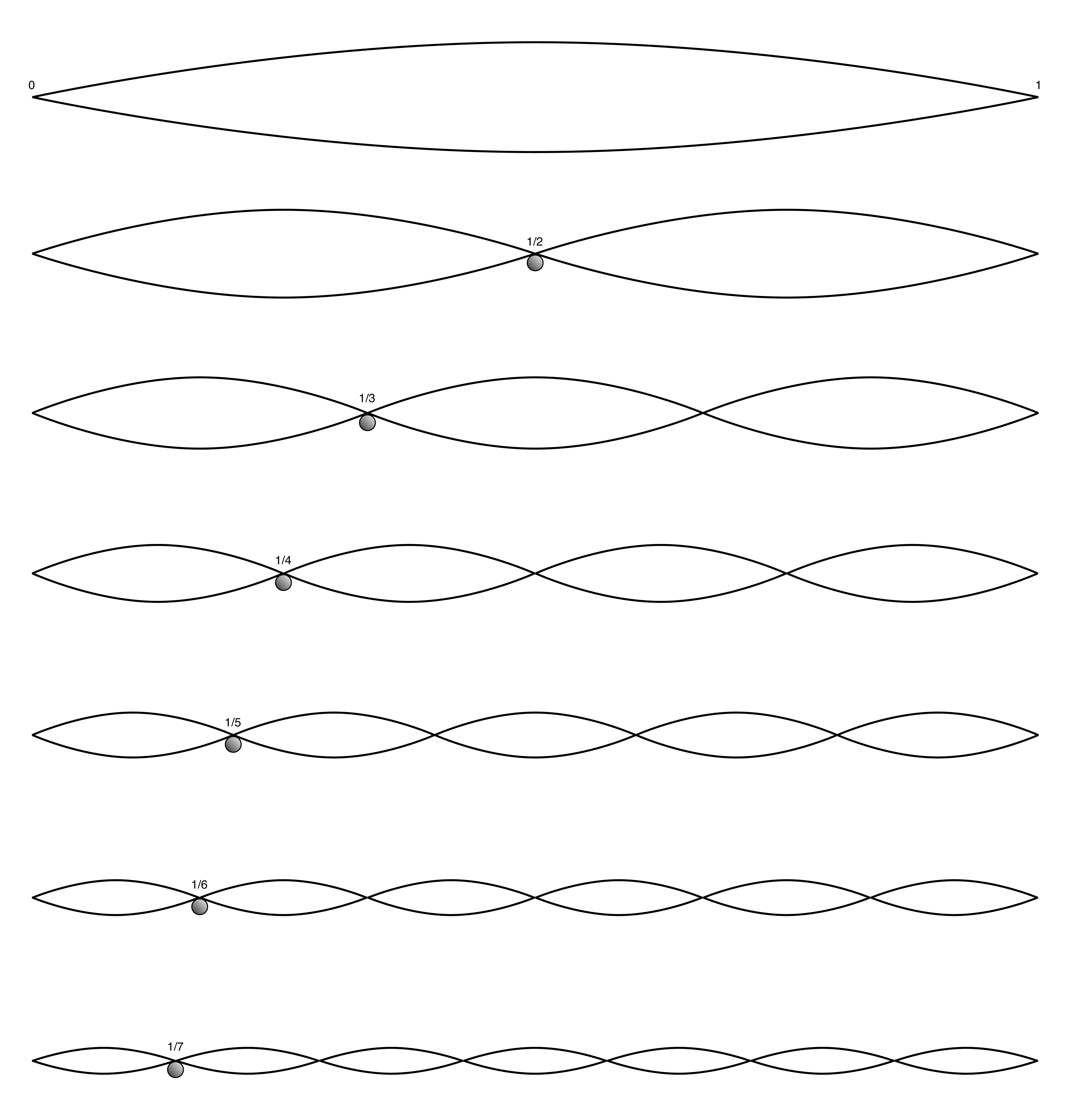
Natuurtonenreeks op een snaar. Harmonischen zijn de tonen uit deze reeks

Een harmonische is een frequentie die een geheel veelvoud is van de grondfrequentie. De grondfrequentie is de laagste (eigen)frequentie die een systeem van nature vertoont.
Een eigenfrequentie van een systeem is een frequentie die dat systeem van nature kan vertonen. Als een systeem slechts in één frequentie kan bewegen, slechts één eigenfrequentie heeft, zoals een slinger, doet dat systeem dat in de grondfrequentie. Als een systeem meerdere eigenfrequenties heeft, zoals een opgespannen snaar, dan zijn de hogere frequenties de harmonischen van de laagste eigenfrequentie. De laagste frequentie wordt afhankelijk van het vakgebied onder andere "fundamentele frequentie", "basisfrequentie" of "grondtoon"  genoemd. De overige harmonischen noemt men reine boventonen.
Deze begrippen hebben specifieke betekenissen en benamingen in de verschillende vakgebieden:

## Signaalanalyse
Een harmonische is de term waarmee in signaalanalyse gehele veelvouden van een frequentiecomponent (grondtoon) worden aangeduid. Ieder strikt periodiek geluidssignaal bestaat uit een grondtoon en eventueel een aantal boventonen (het geluidsspectrum is dus een puntspectrum), waarbij alle frequenties een geheel veelvoud zijn van die van de grondtoon. De grondtoon wordt de 1e harmonische genoemd en bepaalt wat de frequentie van de gehele toon is. De frequentie van de tweede harmonische (eerste boventoon) is 2 keer zo groot als die van de grondtoon en die van de derde harmonische is 3 keer zo groot als de grondtoon, etc. De verhouding tussen de amplitudes van de harmonischen van een klank bepaalt de specifieke klankkleur ervan en wordt ook wel het spectrum genoemd.
Bij de tonen van de meeste muziekinstrumenten verhouden de frequenties van de boventonen zich volgens gehele getallen. Hierbij is er sprake van een harmonisch (zuiver) spectrum. Er is sprake van een disharmonisch spectrum als de boventonen zich volgens niet gehele getallen (aliquoten) verhouden. De disharmonische boventonen zijn in dat geval geen reine harmonischen. Met name bij slaginstrumenten als bijvoorbeeld een kerkklok is er altijd sprake van een bepaalde mate van inharmoniciteit, omdat de gewenste harmonische in de constructie zo goed mogelijk benaderd wordt, maar nooit volkomen consonant kan zijn. Ook bij snaarinstrumenten is er sprake van inharmoniciteit, met name naarmate de snaar dikker en korter en minder strak gespannen is. Om een zo rein mogelijk harmonisch spectrum te krijgen moeten snaren dus lang en dun zijn met een maximaal werkbare spanning. Om die reden wordt een vleugelpiano als hoogwaardiger beschouwd dan een huiskamerpiano.

## Spraak
In een spraaksignaal worden harmonische componenten die versterkt worden door eigenfrequenties van de mond- en neusholte wel formanten genoemd.

## Muziek

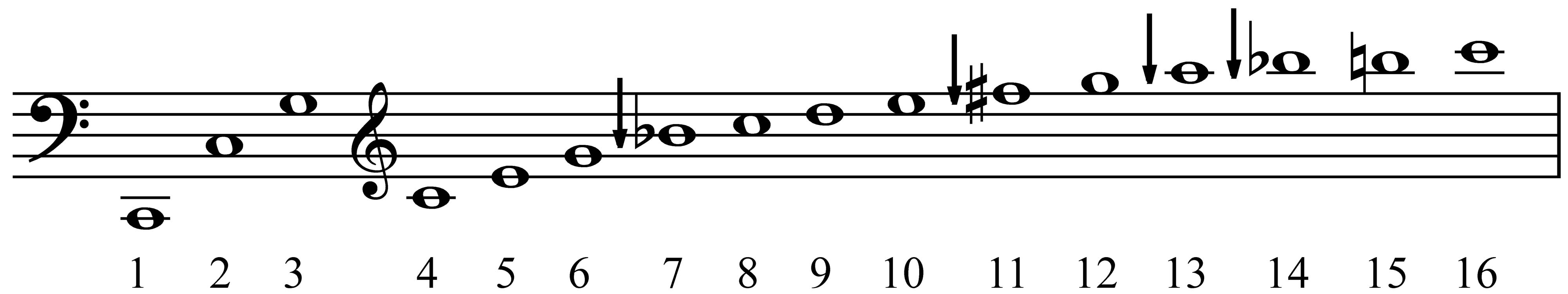
Voorbeeld: de eerste 16 harmonischen van de lage C in muzieknotatie

Harmonische is ook een begrip met een muzikale lading: geluid met frequenties die gehele veelvouden van elkaar zijn (of van een lagere, eventueel zelfs niet aanwezige grondtoon), worden als harmonieus ervaren en gevat onder de noemer harmonie.
Harmonischen, ook (harmonische) boventonen, natuurtonen, partiaaltonen of aliquottonen, zijn hogere tonen die in een vaste intervalsverhouding met een bepaalde grondtoon meeklinken. De eerste zestien harmonischen (waarvan de eerste de grondtoon heet) zijn het belangrijkst. De frequenties van deze harmonischen zijn veelvouden van de frequentie van de grondtoon. De reeks harmonischen kan worden gedemonstreerd door een gehele snaar, respectievelijk de helft, een derde, een vierde, enz. daarvan te laten trillen.
Door de eeuwen heen hebben muziektheoretici gezocht naar de ideale stemming voor de toonladder, in Europa te beginnen met Pythagoras, wiens stemming uitsluitend met behulp van de intervallen van de eerste vier harmonischen was geconstrueerd en aan de basis ligt van alle latere Europese ontwikkelingen op dit gebied.
Een nauw verwant begrip in dit kader is boventoon, waarbij de relatie met de grondtoon geen gehele verhouding hoeft te zijn. De boventonen uit de natuurtonenreeks hebben wel gehele verhoudingen. Door spelwijze en het materiaal van het instrument ontstaan er echter ook inharmonische formanten, die samen met de natuurlijke boventonen het timbre van het instrument bepalen.
De noten uit toonstelsels zijn afgeleiden van harmonische snaarposities. De stemming van Pythagoras is opgesteld vanuit de eerste vier harmonischen. De middentoonstemming bouwt een toonladder op basis van de eerste vijf harmonischen.
| breukverhouding | harmonische boventoon   | harmonische boventoon in centen | verminderde centen | complementaire toon (snaarlengte grondtoon (1/1) min knoop-tot-knoop-lengte boventoon (1/{\displaystyle \mathbb {Z} _{0}^{+}})) | complementaire toon in centen |
| --------------- | ----------------------- | ------------------------------- | ------------------ | --- | ----------------------------- |
| 1/2             | P8                      | 1200,0                          | 0,0                | octaaf (1/2) | 1200,0                        |
| 1/3             | P8 + P5                 | 1902,0                          | 702,0              | reine kwint (2/3) | 702,00                        |
| 1/4             | 2P8                     | 2400,0                          | 0,0                | reine kwart (3/4) | 498,04                        |
| 1/5             | 2P8 + reine M3          | 2786,3                          | 386,3              | reine grote terts (4/5) | 386,31                        |
| 1/6             | 2P8 + P5                | 3102,0                          | 702,0              | reine kleine terts (5/6) | 315,64                        |
| 1/7             | 2P8 + septimale m7      | 3368,8                          | 968,8              | septimale kleine terts (6/7) | 266,87                        |
| 1/8             | 3P8                     | 3600,0                          | 0,0                | septimale grote secunde (7/8)                                                                                                   | 231,17                        |
| 1/9             | 3P8 + pyth M2           | 3803.9                          | 203.9              | grote secunde (8/9) | 203,91                        |
| 1/10            | 3P8 + reine M3          | 3986.3                          | 386.3              | kleine grote secunde (9/10) | 182,40                        |
| 1/11            | 3P8 + reine M3 + GUN2   | 4151,3                          | 551,3              | vier vijfde toon, Ptolemeus' secunde (10/11)                                                                                    | 165,00                        |
| 1/12            | 3P8 + P5                | 4302,0                          | 702,0              | driekwarttoon, undecimale neutrale secunde (11/12)                                                                              | 150,64                        |
| 1/13            | 3P8 + P5 + T23T         | 4440.5                          | 840.5              | tridecimale twee derde toon (12/13)                                                                                             |                               |
| 1/14            | 3P8 + P5 + septimale m3 | 4568,8                          | 968,8              | twee derde toon (13/14) |                               |
| 1/15            | 3P8 + P5 + reine M3     | 4688,3                          | 1088,3             | grote diatonische halve toon (14/15)                                                                                            | 119,44                        |
| 1/16            | 4P8                     | 4800,0                          | 0,0                | diatonische halve toon (15/16)                                                                                                  | 111,73                        |

## Techniek
Bij bepaalde methoden van vermogensregeling van elektrische apparatuur, zoals faseaansnijding, worden harmonischen van de netfrequentie opgewekt. Bijna altijd is dit ongewenst, omdat dit de efficiëntie negatief kan beïnvloeden en omdat deze hogere frequenties andere apparatuur kunnen storen. In de regel bevat de vermogensregeling dan ook één of meer filters om deze harmonischen (deels) te elimineren.

## Licht
Ook bij licht kunnen harmonischen voorkomen. Hiervoor zijn zeer hoge intensiteiten nodig. De niet-lineaire optica houdt zich hiermee bezig.